# Weissia squarrosa
Weissia squarrosa là một loài Rêu trong họ Pottiaceae. Loài này được (Nees & Hornsch.) Müll. Hal. miêu tả khoa học đầu tiên năm 1849.